# Grosourdya callifera
Grosourdya callifera är en orkidéart som beskrevs av Gunnar Seidenfaden. Grosourdya callifera ingår i släktet Grosourdya och familjen orkidéer.
Artens utbredningsområde är Thailand. Inga underarter finns listade i Catalogue of Life.